# Anjullón
Anjullón är en ort i Argentina.   Den ligger i provinsen La Rioja, i den norra delen av landet, 1 000 kilometer nordväst om huvudstaden Buenos Aires. Anjullón ligger 1 329 meter över havet och antalet invånare är 418.
Terrängen runt Anjullón är varierad, och sluttar österut. Runt Anjullón är det mycket glesbefolkat, med 3 invånare per kvadratkilometer.. Närmaste större samhälle är Anillaco, 9,6 kilometer söder om Anjullón.
Omgivningarna runt Anjullón är i huvudsak ett öppet busklandskap.